# Łukasz Łaskawiec
Pas d'image ? Cliquez ici
 Łukasz Łaskawiec, né le 26 janvier 1990, à Dąbrowa Górnicza est un pilote polonais de rallye-raid, de motocross et de quad.

## Palmarès

### Résultats au Rallye Dakar
| Année | Catégorie | Constructeur | Position | Victoire d'étape |
| ----- | --------- | ------------ | -------- | ---------------- |
| 2011  | Quad      | Yamaha       | 3e       | 1                |
| 2012  | Quad      | Yamaha       | Ab.      | -                |
| 2013  | Quad      | Yamaha       | 13e      | 2                |

### Autre résultat
- 2013 : Vainqueur de la Coupe du monde de rallye tout-terrain (quad)
- 2022 : Meilleur copilote T4 Champions de rallye-raid FIA